# Seznam zápasů SK Slavia Praha 1902
V roce 1902 odehrála SK Slavia Praha 26 zápasů, z toho 22 přátelských, 3 v rámci Challenge Cupu a 1 v rámci soutěže O pohár časopisu Sport. Celková bilance byla 20 výher a 6 porážek.

## Přehled zápasů
| 1902 přátelský  |        |                |                             |
| SK Slavia Praha | 10 – 0 | Germania Vídeň | stadion Slavie Letná, Praha |
|                 |        |                | stadion Slavie Letná, Praha |

| 1902 přátelský  |       |                        |                             |
| SK Slavia Praha | 6 – 1 | Haag Voetbal Verrining | stadion Slavie Letná, Praha |
|                 |       |                        | stadion Slavie Letná, Praha |

| 1902 Challenge Cup |       |                |                             |
| SK Slavia Praha    | 8 – 1 | ČAFC Vinohrady | stadion Slavie Letná, Praha |
|                    |       |                | stadion Slavie Letná, Praha |

| 1902 Challenge Cup |       |                 |                              |
| SK Slavia Praha    | 4 – 0 | SK Union Žižkov | Stadion Slavie, Letná, Praha |
|                    |       |                 | Stadion Slavie, Letná, Praha |

| 1902 Challenge Cup, finále |       |                 |       |
| Cricketon Vídeň            | 4 – 3 | SK Slavia Praha | Vídeň |
|                            |       |                 | Vídeň |

| 1902 O Pohár časopisu Sport, finále |       |                   |                              |
| SK Slavia Praha                     | 4 – 2 | SK Slavia Praha C | Stadion Slavie, Letná, Praha |
|                                     |       |                   | Stadion Slavie, Letná, Praha |

| 1902 přátelský  |       |               |                              |
| SK Slavia Praha | 2 – 3 | Boldklub 1893 | Stadion Slavie, Letná, Praha |
|                 |       |               | Stadion Slavie, Letná, Praha |

| 1902 přátelský  |       |               |                              |
| SK Slavia Praha | 3 – 2 | Boldklub 1893 | Stadion Slavie, Letná, Praha |
|                 |       |               | Stadion Slavie, Letná, Praha |

| 1902 přátelský  |       |                          |                              |
| SK Slavia Praha | 0 – 1 | Cambridge University AFC | Stadion Slavie, Letná, Praha |
|                 |       |                          | Stadion Slavie, Letná, Praha |

| 1902 přátelský |       |                 |          |
| 33 FC Budapešť | 3 – 1 | SK Slavia Praha | Budapešť |
|                |       |                 | Budapešť |

| 1902 přátelský  |       |                           |                              |
| SK Slavia Praha | 9 – 2 | FC Karlvorstadt Stuttgart | Stadion Slavie, Letná, Praha |
|                 |       |                           | Stadion Slavie, Letná, Praha |

| 1902 přátelský  |       |           |                              |
| SK Slavia Praha | 5 – 1 | FC Zurich | Stadion Slavie, Letná, Praha |
|                 |       |           | Stadion Slavie, Letná, Praha |

| 1902 přátelský  |       |                       |                              |
| SK Slavia Praha | 8 – 1 | Magyar Uszó Egyesület | Stadion Slavie, Letná, Praha |
|                 |       |                       | Stadion Slavie, Letná, Praha |

| 1902 přátelský      |       |                 |          |
| Torna Club Budapešť | 4 – 2 | SK Slavia Praha | Budapešť |
|                     |       |                 | Budapešť |

| 1902 přátelský  |       |                  |                              |
| SK Slavia Praha | 8 – 0 | Victoria Cottbus | Stadion Slavie, Letná, Praha |
|                 |       |                  | Stadion Slavie, Letná, Praha |

| 1902 přátelský  |       |                 |          |
| Ferencvárosi TC | 1 – 4 | SK Slavia Praha | Budapešť |
|                 |       |                 | Budapešť |

| 1902 přátelský  |       |               |                              |
| SK Slavia Praha | 3 – 4 | Boldklub 1893 | Stadion Slavie, Letná, Praha |
|                 |       |               | Stadion Slavie, Letná, Praha |

| 1902 přátelský  |       |              |                              |
| SK Slavia Praha | 6 – 0 | First Vienna | Stadion Slavie, Letná, Praha |
|                 |       |              | Stadion Slavie, Letná, Praha |

| 1902 přátelský  |       |                           |                              |
| SK Slavia Praha | 8 – 1 | FC Karlvorstadt Stuttgart | Stadion Slavie, Letná, Praha |
|                 |       |                           | Stadion Slavie, Letná, Praha |

| 1902 přátelský  |       |             |                              |
| SK Slavia Praha | 8 – 1 | Berliner FV | Stadion Slavie, Letná, Praha |
|                 |       |             | Stadion Slavie, Letná, Praha |

| 1902 přátelský  |       |               |                              |
| SK Slavia Praha | 3 – 2 | BK Frem Kodaň | Stadion Slavie, Letná, Praha |
|                 |       |               | Stadion Slavie, Letná, Praha |

| 1902 přátelský        |       |                 |          |
| Magyar Atletikai Club | 2 – 3 | SK Slavia Praha | Budapešť |
|                       |       |                 | Budapešť |

| 1902 přátelský  |       |                   |                              |
| SK Slavia Praha | 4 – 0 | Vienna Cricket FC | Stadion Slavie, Letná, Praha |
|                 |       |                   | Stadion Slavie, Letná, Praha |

| 1902 přátelský  |       |                     |                              |
| SK Slavia Praha | 9 – 0 | Torna Club Budapešť | Stadion Slavie, Letná, Praha |
|                 |       |                     | Stadion Slavie, Letná, Praha |

| 1902 přátelský  |       |                 |                              |
| SK Slavia Praha | 8 – 3 | Ferencvárosi TC | Stadion Slavie, Letná, Praha |
|                 |       |                 | Stadion Slavie, Letná, Praha |

| 1902 přátelský  |       |                     |                              |
| SK Slavia Praha | 4 – 0 | Sport Favorit Praha | Stadion Slavie, Letná, Praha |
|                 |       |                     | Stadion Slavie, Letná, Praha |

## Soupisky jednotlivých utkání

### Slavia - Germania Vídeň
Soupisky mužstev z tohoto utkání nejsou známy.

### Slavia - Haag Voetbal Verrining
Soupisky mužstev z tohoto utkání nejsou známy.

### Slavia - ČAFC Vinohrady
Soupisky mužstev z tohoto utkání nejsou známy. Utkání hráno v rámci Challenge Cupu

### Slavia - SK Union Žižkov
Soupisky mužstev z tohoto utkání nejsou známy. Utkání hráno v rámci Challenge Cupu

### Cricketon Vídeň - Slavia
Soupisky mužstev z tohoto utkání nejsou známy. Utkání hráno v rámci Challenge Cupu. Finálové utkání, které po základní hrací době skončilo 3:3. Navrhovalo se pokračovat v utkání do rozhodnutí stavu, Slavia však pokračovat nechtěla, neboť za domácí načerno nastoupil maďarský útočník Wagner. I přesto, že slávisté odešli ze hřiště, nechal sudí pokračovat v zápase, kdy hráči Cricketonu vstřelili gól do prázdné branky. Slavia se na protest dalších ročníků nezúčastnila.

### Slavia - Slavia C
Soupisky mužstev z tohoto utkání nejsou známy. Utkání hráno v rámci soutěže O Pohár časopisu sport. Jednalo se o finálový zápas.

### Slavia - Boldklub 1893
Soupisky mužstev z tohoto utkání nejsou známy.

### Slavia - Cambridge University AFC
Soupisky mužstev z tohoto utkání nejsou známy.

### 33 FC Budapešť - Slavia
Soupisky mužstev z tohoto utkání nejsou známy.

### Slavia - FC Karlvorstadt Stuttgart
Soupisky mužstev z tohoto utkání nejsou známy.

### Slavia - FC Zurich
Soupisky mužstev z tohoto utkání nejsou známy.

### Slavia - Magyar Uszó Egyesület
Soupisky mužstev z tohoto utkání nejsou známy.

### Torna Club Budapešť - Slavia
Soupisky mužstev z tohoto utkání nejsou známy.

### Slavia - Victoria Cottbus
Soupisky mužstev z tohoto utkání nejsou známy.

### Ferencvárosi TC - Slavia
Soupisky mužstev z tohoto utkání nejsou známy.

### Slavia - Boldklub 1893
Soupisky mužstev z tohoto utkání nejsou známy.

### Slavia - First Vienna
Soupisky mužstev z tohoto utkání nejsou známy.

### Slavia - FC Karlvorstadt Stuttgart
Soupisky mužstev z tohoto utkání nejsou známy.

### Slavia - Berliner FV
Soupisky mužstev z tohoto utkání nejsou známy.

### Slavia - BK Frem Kodaň
Soupisky mužstev z tohoto utkání nejsou známy.

### Magyar Atletikai Club - Slavia
Soupisky mužstev z tohoto utkání nejsou známy.

### Slavia - Vienna Cricket FC
Soupisky mužstev z tohoto utkání nejsou známy. Všechny čtyři branky vstřelil Jan Košek.

### Slavia - Torna Club Budapešť
Soupisky mužstev z tohoto utkání nejsou známy.

### Slavia - Ferencvárosi TC
Soupisky mužstev z tohoto utkání nejsou známy.

### Slavia - Sport Favorit Praha
Soupisky mužstev z tohoto utkání nejsou známy.